# Danese Cooper
Danese Cooper (19 de enero de 1959) es una programadora estadounidense y activista del software de código abierto.

## Carrera
Cooper ha dirigido equipos de trabajo en Symantec y Apple, y por seis años trabajó como promotora del código abierto para Sun Microsystems, antes de seguir su carrera como directora de estrategias de código de abierto en Intel. En 2009 trabajó con el seudónimo "Open Source Diva" en REvolution Computing (actualmente Revolution Analytics). Es integrante de la mesa directiva de la Asociación de Drupal y la Asociación de Código Abierto para Hardware. Es una miembro observadora del directorio de Mozilla, y es miembro de la Fundación de Software Apache. Fue integrante de la mesa directiva de Open Source Initiative. En febrero de 2014, Cooper se unió PayPal

### Open Source
El trabajo de Cooper dentro de los proyectos de código abierto los ha desarrollado con el apodo "Open Source Diva". Fue reclutada, mientras estaba en un bar de sushi en Cupertino, para trabajar en Sun con el fin de abrir el código fuente en Java. Tras seis meses en el trabajo, decidió renunciar debido a los pocos avances que se realizó en la apertura de código de Java. Sun buscó la manera de evitar que Cooper renunciara, por lo cual la recontrató como agente de software abierto corporativo. Durante sus seis años en Sun Microsystems, la compañía liberó el código fuente de varios productos como OpenOffice, Oracle Grid Engine, entre otros. En 2009 se unió a REvoluting Computing que se definió como "un proveedor de soluciones de análisis con herramientas de software de código abierto", con el fin de trabajar en actividades de difusión a desarrolladores que no poseía conocimientos en el lenguaje R y en estrategias de desarrollo de código abierto. También ha hecho conferencias para hablar del software de código abierto, como la OSCON, Expo gov2.0, entre otras. En 2005 colaboró en el libro Open Sources 2.0: The Continuing Evolution.

### Fundación Wikimedia
En febrero de 2010 Cooper fue contratada como directora de tecnología de la Fundación Wikimedia, dirigiendo su equipo técnico y de desarrollo para ejecutar al estrategia técnica de la Fundación, así también trabajando dentro de las actividades de difusión con los voluntarios del movimiento Wikimedia para aumentar y mejorar el desarrollo y traducción del software Mediawiki. Cooper afirmó que agradecía a la comunidad de entusiastas del Open Source para ayudarla a su obtener el empleo en la Fundación Wikimedia. Dejó la organización en julio de 2011.

### daneseWorks
En junio de 2011, Cooper empezó una empresa de consultoría, daneseWorks, siendo su primer cliente la Fundación Gates con su producto llamado inBloom. Está ayudando a numenta/nupic para implementar sus estrategias de aprendizaje de máquina y código abierto.

## Vida personal
Danese Cooper obtuvo su diploma de secundaria en Chadwick School y su Bachillerato en Artes de la Universidad de California. Tras su graduación, pasó un tiempo en el Cuerpo de Paz en Marruecos. Cooper asegura que su tiempo en el Cuerpo de Paz le ayudó para viajar y trabajar en los países en desarrollo con el fin de explorar las políticas, educación y como el software de código abierto puede "dar a los niños otras alternativas". Ella está casada con un desarrollador de software y le encanta tejer, lo cual hacer regularmente durante las reuniones.